# 비유덴
비유덴(일본어: 美勇伝, v-u-den)은 헬로! 프로젝트에 소속된 일본의 3인조 여성 가수 그룹, 여성 아이돌 그룹이다.
2004년 8월, 당시 모닝구무스메에 속해있던 이시카와 리카를 중심으로, 헬로! 프로젝트 新(신) 유닛 오디션(2003년 7월~10월) 합격자 미요시 에리카와, 하로프로 에그 오디션 2004(2004년 4월~8월) 합격자 오카다 유이로 결성되었다.
일본의 여성이 간직해온 아름다운(美しい) 마음과 용모, 용감한(勇ましい) 정신과 행동을 바탕으로 그룹명을 발상. 이들이 다음 세대에게 이러한 매력을 전해주고 싶다(伝えて行く)는 마음을 담아, 층쿠가 명명하였다.
2008년 6월 29일, 단독 콘서트 투어 마지막 날을 끝으로 그룹 활동을 마감하고, 이후 셋 모두 헬로! 프로젝트에서 계속 활동 중.
2009년 3월 31일, 이시카와 리카와 미요시 에리카, 오카다 유이가 헬로! 프로젝트를 졸업하였다.
이 항에서는 커버 앨범「チャンプル①〜ハッピーマリッジソングカバー集〜」발매를 기회로 속・비유덴(일본어: 続・美勇伝, zoku・v-u-den)을 결성하였다.

## 멤버
- 이시카와 리카(石川梨華, いしかわ りか) 1985년 1월 19일 생 - 리더, 센터
- 미요시 에리카(三好絵梨香, みよし えりか) 1984년 11월 8일 생
- 오카다 유이(岡田唯, おかだ ゆい) 1987년 12월 28일 생

## 특징
- 이시카와는 모닝구무스메 졸업 후 주요 활동이 비유덴으로 바뀜.
- 결성 당시, 각자가 담당을 결정하여, 이시카와가 섹시 담당, 미요시가 츳코미(태클걸기) 담당, 오카다가 보케(바보 행동) 담당으로 결정됐으나, 방송에서는 셋다 보케라서 츳코미가 없어 곤란하다고 발언.
- 호칭에 관해서는 다음과 같다

|               | 이시카와                                              | 미요시                                            | 오카다                                              |
| 이시카와      |                                                       | 三好ちゃん 미요시쨩[*] (前) 絵梨香 에리카[*] (現) | 岡田ちゃん 오카다쨩[*] (前) 唯ちゃん 유이쨩[*] (現) |
| 미요시 오카다 | 石川さん 이사카와상[*] (前) 梨華ちゃん 리카쨩[*] (現) |                                                   |                                                     |
- 주로 음반 발매처(유통사)는 킹 레코드 제휴회사, 업프런트 워크스(UP-FRONT WORKS)의 레이블 피콜로타운(PICCOLO TOWN)이다. 그런데 싱글 2집 「カッチョイイゼ! JAPAN」이 발매됐음에도 불구하고, 2005년 3월까지 피콜로타운 공식 홈페이지 내에는 비유덴의 별도 사이트가 개설되지 않았다. 또한 국토교통성 홈페이지 내에는, 싱글의 가사 전문이 PDF 파일로 방치되어 있는 이상한 상황이 발견되었으나, 같은해 4월 정식으로 사이트가 게시되어 이 소동을 겨우 해결되었으나, 싱글 3집 「紫陽花アイ愛物語」의 발매번호가 발표된 이후로도 수일동안 이러한 상태가 계속되었다.
- 해외 활동에 대해서는 싱가폴이나 중국에 이벤트로 참가한 적이 있다.
- 콘서트에서는 섹시한 의상을 보여주는 일이 많다. 싱글 자켓사진 의상에도 궁리를 거듭하여, 싱글 6집「一切合切 あなたに∮ あ・げ・る♪」에서는 수영복을, 싱글 7집「愛すクリ～ムとMyプリン」에서는 버니걸 등, 본래의 설정과는 다른 「손님에게 아양떨기」식의 수단으로 인기를 얻고 있다. NHK 종합 텔레비전의 음악프로 POPJAM에서도 버니걸 의상으로 출연했을 때 당시 사회자였던 사쿠라즈카얏쿤(桜塚やっくん)이 「그런 의상 NHK에서 방송할 수 없다」며 호통쳤던 적도 있었다. 이러한 도를 넘어선 노출이 심한 노선을 강하게 반대하는 팬도 적지 않으나, 인기에 구애된 행동인가는 확실하지 않다.
- 테레비도쿄 계열 버라이어티 프로그램 「하로! 모닝구。」의 일부 코너에 미요시, 오카다가 고정출연. 당시 이시카와가 사회를 맡았으므로.
- 2007년 12월까지 헬로! 프로젝트의 청소년팀인 「원더풀 하츠」로써 라이브에 참가했으나, 다음해(2008년) 1월부터 (베테랑, 성인 팀인) 「엘더클럽」으로 이적하게 된다. 이것은 멤버 전원이 성인이 되어 일정한 조건을 채운 것과, 이시카와가 소속된 온가쿠갓타스가 엘더클럽에 소속되어 이러한 영향을 받은 것으로 사려된다.
- 라이브에서 내보내는 인형극의 막간영상은 콩트로써 자주 소개되어, 팬들 사이에서는 라이브의 항례로써 정착시켜 달라는 문의도 있었다.

## 약력
2004년
- 8월 10일 - 당시 모닝구무스메 멤버 이시카와 리카, 미요시 에리카, 오카다 유이 3명으로 결성.
- 9월 23일 - 데뷔 싱글「恋のヌケガラ」발매.
- 10월 4일~12월 24일 - 테레비도쿄 계열에서 마녀。리카의 매지컬 비유덴(魔女っ娘。梨華ちゃんのマジカル美勇伝) 방송 개시.

2005년
- 4월 3일 - FM후지에서 BBL 방송 개시. 美（Beauty）勇（Brave）伝（Legend）의 뜻.
- 5월 7일 - 이시카와 리카가 모닝구무스메를 졸업해, 유닛 활동에 전념.
- 5월 28일 - 비유덴 첫 콘서트 투어 2005년 봄 ~비유덴세츠(美勇伝説)~ 시작.
- 8월 27일 - 싱가포르에서「Japan Music Fiesta 2005 Singapore」참가.
- 10월 19일 - 키타가와 카즈오(北側一雄) 국토교통성 장관과 함께 Visit Japan Campaign 사업의 일환으로서「어서오세요! 일본 서포터(ようこそ!ジャパン応援団（サポーター）)」의 임명장 수여받음.
- 10월 22일~23일 - 홍콩 빅토리아 파크에서 개최된「일본의 마츠리 2005」 참가.
- 10월 26일 - 첫 번째 앨범「Sweet Room No.1(スイートルームナンバー1)」발매 .
- 10월 30일 - 비유덴 라이브 투어 2005년 가을 비유덴세츠 2 ~クレナイの季節(붉은색의 계절)~ 시작.
- 12월 3일 - 중국 항저우에서 개최된「중국 항저우 재팬 페스타(中国杭州ジャパンフェスタ)」참가.

2006년
- 1월 - 미요시, 오카다가 발야구팀(Kick Baseball Team) 메트로래비츠 H.P.에 가입.
- 4월 8일~5월 7일 - 쯔지 노조미와 함께 하로☆프로 파티 2006 ~고토 마키 캡틴 공연 투어 참가.

2007년
- 12월 31일 - 원더풀 하츠에서 엘더클럽으로 이전.

2008년
- 1월 26일 -  Hello! Project 2008 윈터 ~결정! 하로☆프로 어워드 '08~(Hello! Project 2008 Winter 〜決定!ハロ☆プロアワード'08〜)에서 6월의 라이브 투어를 마지막으로 해체, 3명은 각자 하로프로에 재적하여 계속 활동할 것으로 발표. 이로써 비유덴 명의의 엘더클럽 활동은 반년으로 확정됨（헬로! 프로젝트 공지사항, 층쿠의 코멘트, 비유덴의 코멘트）.
- 4월 30일 - 데뷔 싱글부터 라스트 싱글까지 뮤직비디오를 수록한 비유덴 싱글V 클립스2 ~고마워요 비유덴 데뷔부터의 대전집~(美勇伝シングルVクリップス② ～ありがとう美勇伝デビューからの大全集～ 발매.
- 6월 - 비유덴 라이브 투어 2008년 초여름 비유덴세츠 ~최종전설~을 개최. 29일을 끝으로 활동 종료.

2023년
- 9월 10일 - Hello! Project 25th ANNIVERSARY CONCERT「ALL FOR ONE & ONE FOR ALL!」ACT I에서 이시카와 리카, 미요시 에리카, 이나바 마나카의 3명이「カッチョイイゼ! JAPAN」를 피로했다(이나바의 출연은 시크릿로서).

## 음악

### 싱글
1. 恋のヌケガラ(사랑의 껍질)（2004년 9월 23일）
  - 커플링：銀杏～秋の空と私の心～
2. カッチョイイゼ! JAPAN(멋있다! JAPAN)（2005년 3월 2일）
  - 커플링：美～Hit Parade～
    - 국토교통성 Visit Japan Campaign Song(캠페인송)
3. 紫陽花アイ愛物語(자양화 사랑이야기)（2005년 5월 25일）
  - 커플링：曖昧ミーMIND 아이마이미 마인드[*]
    - 애니메이션「파타리로 서유기!」오프닝 테마
4. ひとりじめ（2005년 8월 10일）
  - 커플링：終わらない夜と夢(끝나지 않는 밤과 꿈)
5. クレナイの季節(붉은색의 계절)（2005년 10월 5일)
  - 커플링：内心キャーキャーだわ! 나이신 캬-캬-다와[*]
6. 一切合切 あなたに𝄞あ・げ・る♪(전부 당신에게 줄께요)（2006년 5월 10일）
  - 커플링：キョウモマッテマス(오늘도 기다려요)
7. 愛すクリ～ムとMyプリン(아이스크림과 My 푸딩)（2006년 11월 22일）
  - 커플링：シュワッ 슈왓[*]
8. 恋する♡エンジェル♡ハート(사랑하는 Angel Heart)（2007년 5월 23일）
  - 커플링：LET'S LIVE!
9. じゃじゃ馬パラダイス(말괄량이 파라다이스) (2007년 9월 26일）
  - 커플링：青春 THE NIPPON (청춘 The 일본)
10. なんにも言わずに I LOVE YOU(말없이 I LOVE YOU)（2008년 4월 23일）
  - 커플링：思い出は彼方(추억은 저편에)（이시카와 솔로）/ あの夏の夜(어느 여름날밤)（미요시 솔로）/ 最後の夏休み(마지막 여름방학)（오카다 솔로）

### 앨범
1. スイートルームナンバー1（2005년 10월 26일）
2. 美勇伝 シングルベスト9 Vol.1 おまけつき（2007년 11월 21일）

### DVD（싱글）
1. 싱글V・恋のヌケガラ （2004년 10월 6일）
2. 싱글V・カッチョイイゼ! JAPAN（2005년 3월 9일）
3. 싱글V・紫陽花アイ愛物語（2005년 6월 8일）
4. 싱글V・ひとりじめ（2005년 8월 24일）
5. 싱글V・クレナイの季節（2005년 10월 13일）
6. 싱글V・一切合切 あなたに∮あ・げ・る♪（2006년 5월 24일）
7. 싱글V・愛すクリ～ムとMyプリン（2006년 12월 6일）
8. 싱글V・恋する♡エンジェル♡ハート（2007년 5월 30일）
9. 싱글V・じゃじゃ馬パラダイス（2007년 10월 10일）

- 1. 美勇伝シングルＶクリップス①（2006년 3월 15일）
  2. 美勇伝シングルＶクリップス② ～ありがとう美勇伝デビューからの大全集～（2008년 4월 30일）

### DVD（콘서트）
1. 美勇伝ファーストコンサートツアー2005春～美勇伝説～（2005년 8월 17일）
2. 美勇伝ライブツアー2005秋 美勇伝説Ⅱ～クレナイの季節～（2006년 2월 15일）
3. 美勇伝ライブツアー2006秋 美勇伝説Ⅲ～愛すCREAMとMyプリン～（2007년 3월 7일）
4. 美勇伝コンサートツアー2007初夏 美勇伝説Ⅳ～ウサギと天使～（2007년 8월 8일）
5. 美勇伝コンサートツアー2008初夏 美勇伝説Ⅴ～最終伝説～ (2008년 9월 17일)

### DVD（팬클럽 한정）
- 魔女っ娘。梨華ちゃんのマジカル美勇伝 Special Selection Vol.1（2005년 6월）
- 魔女っ娘。梨華ちゃんのマジカル美勇伝 Special Selection Vol.2（2005년 6월）
- 美勇伝 in シンガポール!!（2005년 9월）
- a short film for 美勇伝（2005년 11월）
- 美勇伝 ファンクラブツアー in 台湾 DVD（2007년 2월）
- 이벤트V・なんにも言わずに I LOVE YOU（2008년 4월 30일）
- 美勇伝 ファイナルFC EVENT＆FC TOUR（2008년 6월）
- 石川梨華 on 美勇伝 コンサートツアー 2008初夏 美勇伝説Ⅴ～最終伝説～（2008년 8월）
- 三好絵梨香 on 美勇伝 コンサートツアー 2008初夏 美勇伝説Ⅴ～最終伝説～（2008년 8월）
- 岡田唯 on 美勇伝 コンサートツアー 2008初夏 美勇伝説Ⅴ～最終伝説～（2008년 8월）

## 공연

### 콘서트
- 모닝구무스메 콘서트 투어 "The Best of Japan 여름~가을 '04"

（2004년 8월 21일-11월 21일 12개 도시 37회 공연, 게스트 출연）
- Hello! Project 2005 Winter ~A HAPPY NEW POWER! 홍팀(紅組)~

（2005년 1월 3일-1월 23일 3개 도시 9회 공연）
- Hello! Project 2005 winter 올스타즈 대난무(大亂舞) ~A HAPPY NEW POWER! 이이다 카오리 졸업 스페셜~

（2005년 1월 29일-30일 요쿄하마 아레나）
- 모닝구무스메 콘서트 투어 2005 봄 "제6감 히트 만개(第六感 ヒット満開!)"

（2005년 3월 5일-5월 7일 13개 도시 33회 공연, 게스트 출연）
- 비유덴 첫 콘서트 투어 2005 봄 ~비유덴세츠(美勇伝説)~

（2005년 5월 28일-29일 도쿄 후생 연금 회관, 6월 4일 오사카 후생 연금 회관, 6월 11일 나고야 시민회관）
- Hello! Project 2005 여름의 가요쇼 ~'05 Selection! Collection!~

（2005년 7월 10일-24일 3개 도시 8회 공연）
- 미에현 오바타쵸「안녕 오바타쵸」콘서트 낮 공연(三重県小俣町「さよなら小俣町」コンサート 昼の部)

（2005년 10월 15일 미에현 오바타쵸 소재 오바타쵸 종합체육관(三重県小俣町　小俣町総合体育館)）
- 비유덴 라이브투어 2005 가을 비유덴세츠(美勇伝説)II ~クレナイの季節~

（2005년 10월 30일 Zepp Sendai, 11월 3일 Zepp Osaka, 11월 5일 Zepp Nagoya, 11월 12일-13일 시나가와 스테라 홀(品川ステラボール)）
- Hello! Project 2006 winter ~원더풀 하츠~

（2006년 1월 2일-21일 3개 도시 14회 공연）
- Hello! Project 2006 winter ~전원집!(全員集GO!)~

（2006년 1월 28일-29일 요코하마 아레나）
- 하로☆프로 파티 2006 ~고토 마키 캡틴 공연~

（2006년 4월 8일-5월 7일 6개 도시 17회 공연）고토 마키, 쯔지 노조미와 같이 출연
- コープサービス 주최 하로☆프로 파티! 2006 ~고토 마키 캡틴 공연~

（2006년 5월 13일-6월 25일　14개 도시 14회 공연）위와 같음
- Hello! Project 2006 Summer ~원더풀 하츠 랜드~

（2006년 7월 9일-23일 3개 도시 7회 공연）
- 비유덴 라이브 투어 2006 가을 비유덴세츠(美勇伝説)III ~愛すCREAMとMyプリン~

（2006년 11월 18일-19일 시나가와 스텔라 홀, 11월 25일 Zepp Nagoya, 11월 26일 Zepp Osaka）
- Hello! Project 2007 Winter ~원더풀 하츠 오토메Gocoro~

（2007년 1월 2일-21일 3개 도시 11회 공연）
- Hello! Project 2007 Winter ~집결! 10th Anniversary~

（2007년 1월 27일-28일 요코하마 아레나）
- 비유덴 콘서트 투어 2007 여름 초순 비유덴세츠(美勇伝説)IV~토끼와 천사(ウサギと天使)~

（2007년 5월 26일 오사카 후생 연금 회관, 6월 2일-3일 나카노 선플라자, 6월 16일 아이치 후생 연금 회관）
- Hello! Project 2007 Summer 10th 애니버서리대감사제 ~하로☆프로 여름축제~

（2007년 7월 15일-29일 3개 도시 11회 공연）
- 모닝구무스메 콘서트 투어 2007 가을 ~ボン キュッ! ボン キュッ! BOMB~

（2007년 9월 22일-11월 25일 10개 도시 26회 공연, 게스트 출연）
- Hello! Project 2008 Winter ～かしまし エルダークラブ～ (~카시마시 엘더클럽~)

（2008년 1월 12일-20일 3개 도시 9회 공연）
- Hello! Project 2008 Winter ～決定! ハロ☆プロアワード'08～ (~결정! 하로☆프로 어워드'08~)

（2008년 1월 26일-27일 요코하마 아레나）
- 비유덴 콘서트 투어 2008 봄 비유덴세츠(美勇伝説)V～最終伝説～

（2008년 6월 8일 오사카 후생 연금 회관, 6월 21일 시부야 C.C.Lemon 홀, 6월 22일 아이치 후생 연금 회관, 6월 29일 도쿄 후생 연금 회관）

### 이벤트
- 데뷔 싱글 발매기념 스페셜 이벤트（2004년 10월 24일 도쿄/Zepp Tokyo）
- 「Visit Japan Campaign」오프닝 이벤트（2005년 2월 도쿄/롯폰기 힐즈 아레나(六本木ヒルズアリーナ)）
- 미요시 에리카&오카다 유이 사진집 발매&악수회（2005년 3월 24일 도쿄/서점 후쿠야 쇼텐(福家書店)) 긴자 점）
- 3집 싱글 발매기념 이벤트（2005년 6월 3일 Zepp Osaka、6월 12일 Shibuya O-East、6월 13일 아이치 근로회관）
- ABC 환경 이벤트 ABC Outdoor Festa（2005년 7월 17일 神戸メリケンパーク内特設ステージ）
- 야구 팀 도호쿠 라쿠텐 골든이글스(東北楽天ゴールデンイーグルス) 응원 이벤트（2005년 8월 20일 이와테 현 모리오카시 이온 모리오카 쇼핑센터(イオン盛岡ショッピングセンター) 센트럴 코트(Central Court)）
- 팬클럽 회원한정 비유덴 팬 회동（2005년 10월 1일 오사카/도요나카 시민회관(大阪/豊中市立市民会館), 10월 16일 가나가와 현 요코하마 BLITZ(神奈川/横浜BLITZ)）
- 7집 싱글 발매기념 이벤트（2006년 12월 9일 오사카/타카츠키 현대극장 대 Hall(타카츠키 문화회관), 카와사키 클럽 치타 카와사키(大阪/高槻現代劇場大ホール（高槻市立文化会館）、川崎/クラブチッタ川崎)）

### 뮤지컬
- 리본의 기사, The Musical(リボンの騎士, ザ・ミュージカル)（신주쿠 코마 극장, 연출 : 기무라 신지 2006년 8월 1일 - 8월 27일 40회 공연）

## 서적

### 사진집
- 『hello!×2 三好絵梨香&岡田唯写真集 from美勇伝』（2005년 3월 4일, 카도카와 쇼텐） ISBN 4-048942581
- 『美勇伝ファーストコンサートツアー2005春 美勇伝説』（2005년 7월 29일, 타케쇼보 ）ISBN 4-812423023
- 『Hello! Project 2005 夏の歌謡ショー '05 セレクション!コレクション!』 w＆v-u-den（2005년 10월 11일, 타이세이샤）ISBN 4-902577046
- 『美勇伝写真集 fleur de fleur』（2006년 1월 12일, 와니북스） ISBN 4-847029119

## 속・비유덴

### 멤버

#### 졸업 멤버
- 쥰쥰 (모닝구무스메。)
- 미치시게 사유미 (모닝구무스메。)
- 스가야 리사코 (Berryz코보)

### 약력
2009년
- 7월 15일 - 헬로! 프로젝트 커버 앨범「チャンプル①〜ハッピーマリッジソングカバー集〜」발매에 수반해 결성.「ONLY YOU」의 커버로 참가.
- 7월 19일~8월 9일 - 헬로! 프로젝트의 콘서트 투어「Hello! Project 2009 SUMMER 혁명원년 ~Hello! 챤푸루~」에 출연.「ONLY YOU」를 피로했다.

2010년
- 1월 5일~24일 - 헬로! 프로젝트의 콘서트 투어「Hello! Project 2010 WINTER 가초풍월 ~셔플데이트~」에 출연.「ONLY YOU」,「恋する♡エンジェル♡ハート」를 피로했다.
- 7월 18일~8월 8일 - 헬로! 프로젝트의 콘서트 투어「Hello! Project 2010 SUMMER ~판코라!~」에 출연.「恋する♡エンジェル♡ハート」(코베 낮 공연),「愛すクリ～ムとMyプリン」(나카노 밤 공연)를 피로했다.
- 12월 15일 - 쥰쥰이 모닝구무스메。와 헬로! 프로젝트를 졸업.

2011년
- 1월 2일~23일 - 헬로! 프로젝트의 콘서트 투어「Hello! Project 2011 WINTER ~환영 신선축제~」에 출연.「恋する♡エンジェル♡ハート」(A-1 공연),「恋愛戦隊シツレンジャー」(A-2 공연)를 피로했다.

2014년
- 11월 26일 - 미치시게 사유미가 모닝구무스메。(모닝구무스메。'14)와 헬로! 프로젝트를 졸업.

2015년
- 3월 3일, 스가야 리사코가 Berryz코보의 무기한 활동 정지로 동시에 헬로! 프로젝트를 졸업. 이로써 멤버 전원이 졸업한 상태이다.